# Guillermo V de Montferrato
Guillermo V de Montferrato (occ./piem. Guilhem, it. Guglielmo) (1115-1191), también conocido como Guillermo el Viejo para distinguirle de su hijo mayor, Guillermo de Montferrato, conde de Jaffa y Ascalón, fue marqués de Montferrato desde 1136 hasta su muerte en 1191. Guillermo fue el único hijo varón del marqués Raniero I y su esposa Gisela, una hija del conde Guillermo I de Borgoña y viuda del conde Humberto II de Saboya. Dado que aún estaba en condiciones de participar en batalla en 1187, parece muy probable que Guillermo fuese uno de los hijos menores de sus padres. Guillermo es descrito por el cronista Acerbo Morena como un hombre robusto, de estatura media, un poco rudo de cara y con el pelo canoso pero lo justo para no ser blanco. Era elocuente, inteligente, de buen humor y generoso sin llegar a ser extravagante. Socialmente, Guillermo estaba muy bien relacionado: era sobrino del papa Calixto II, medio hermano del conde Amadeo III de Saboya, cuñado de Luis VI de Francia (a través del matrimonio de su media hermana Adela de Saboya), y primo de Alfonso VII de León. 

## Matrimonios y descendencia
Antes del 28 de marzo de 1133, Guillermo se casó con Judith de Babenberg, hija de Leopoldo III de Austria y de Inés de Alemania (hija del emperador Enrique IV y Berta de Saboya). Judith tenía unos 15 años por entonces. Ninguno de sus hijos nació antes del año 1140 (aunque puede ser que hubiese alguno anterior que muriese en la infancia y no haya quedado constancia de su existencia), y el más joven nació en 1162. Tuvieron cinco hijos, cuatro de los cuales llegaron a ser personajes preeminentes en el Reino de Jerusalén y el Imperio bizantino:
- Guillermo de Montferrato, conde de Jaffa y Ascalon, padre de Balduino V de Jerusalén.
- Conrado, que fue marqués de Montferrato y Rey de Jerusalén.
- Bonifacio, sucesor de Conrado en Montferrato y fundador del reino de Tesalónica.
- Federico de Montferrato, obispo de Alba.
- Rainiero de Montferrato, casado con una hija del emperador bizantino Manuel I Comneno.

y tres hijas:
- Agnes de Montferrato (o Inés), casada con el conde Guido Guerra III Guidi de Modigliana.[1] El matrimonio fue anulado antes de 1180 por la falta de hijos, acusándose a Agnes de esterilidad. Agnes ingresó en el convento de Santa María di Rocca delle Donne.
- Azalaïs de Montferrato (o Adelasia) († 1232), casada con Manfredo II, marqués de Saluzzo, en 1182, y fue regente de su nieto Manfredo III.
- Otra hija no identificada que se casó con Alberto el Moro, marqués de Malaspina.

La vida del trovador Raimbaut de Vaqueiras habla de otra hija, Beatriz, que se casó con el marqués de Savona, Enrique I del Carretto; y ella es el Bel Cavalher (Hermoso caballero) de las canciones de Vaqueiras. Sin embargo, las letras de las canciones de Vaqueiras describen a la Beatriz hija de Bonifacio, y por tanto nieta de Guillermo.
Otón (Otto o Oddone) de Montferrato, († 1251), que fue obispo de Oporto, y cardenal en 1227, es identificado en ocasiones como hijo de Guillermo V, e incluso se le confunde con Federico. Sin embargo, por las fechas de su vida es más probable que este Otón sea hijo de Guillermo VI de Montferrato.
Por desgracia para Guillermo y Judith, las poderosas conexiones dinásticas que tenían comenzaron a dificultar la tarea de encontrar buenos matrimonios para sus hijos, ya que las posibles esposas de sus hijos eran, de una u otra manera, familiares cercanas. En 1167, Guillermo intentó negociar sin éxito el matrimonio de sus hijos mayores con las hijas del rey Enrique II de Inglaterra, pero las hijas eran aún muy jóvenes y había una relación de sangre por parte del antecesor de Judith, el duque Guillermo V de Aquitania. Entonces lo intentó con las hermanas del rey Guillermo I de Escocia, pero ya estaban prometidas o casadas.

## Alianzas con los imperios de Occidente y de Oriente
Guillermo participó en la Segunda Cruzada, junto a su medio hermano Amadeo III de Saboya (que murió durante la campaña), su sobrino Luis VII de Francia, su cuñado el conde Guido de Biandrate, y otros familiares alemanes y austriacos de su esposa.
Como buenos gibelinos que eran, Guillermo y sus hijos lucharon a favor del emperador Federico I Barbarroja (sobrino de Judith) en su larga lucha contra la liga Lombarda. Siguiendo las capitulaciones de Federico en la Paz de Venecia (1177) Guillermo se quedó en solitario para hacer frente a las ciudades rebeldes de su área de influencia. Mientras, el emperador bizantino Manuel I Comneno acudió a Guillermo buscando apoyos para su política sobre Italia. A Guillermo le parecieron muy provechosas sus promesas y rompió con Federico para aliarse con el bizantino.
Conrado, el hijo mayor de Guillermo, fue hecho prisionero por el Canciller de Federico I, el arzobispo de Maguncia, Cristiano I. Pero poco después Guillermo capturó al Canciller en la batalla de Camerino. En 1179 Manuel sugirió el matrimonio entre su hija María, segunda en la línea al trono, y uno de los hijos de Guillermo. Como Conrado y Bonifacio ya estaban casados, fue el hijo menor, Rainiero, el que se casó con la princesa, quien era diez años mayor. Rainiero y María fueron asesinados después, durante la usurpación de Andrónico I Comneno, y la familia Montferrato reconstruyó los lazos con Federico I.

## Cruzadas
En 1183, con la ascensión al trono de su nieto Balduino V, como rey de Jerusalén, Guillermo, probablemente ya en la sesentena, abandonó el gobierno de Montferrato a favor de sus hijos Conrado y Bonifacio, y retornó de nuevo a Tierra Santa para ayudar a su nieto, que era menor de edad. Le fue concedido el castillo de San Elías (el actual El Taiyiba). Luchó en la Batalla de los Cuernos de Hattin, en 1187, donde fue capturado por las fuerzas de Saladino. Mientras tanto, su hijo Conrado arribó a Tiro desde Constantinopla. Conrado fue elegido comandante de la defensa de la ciudad. Durante el asedio de Tiro, en noviembre de ese año, Conrado se negó a entregar ni una sola piedra de Tiro para liberar a su padre. Incluso amenazó con dispararle una flecha el mismo cuando le fue presentado como rehén ante los muros de la ciudad. Saladino decidió entonces retirar eventualmente su ejército. En 1188, Guillermo fue entregado ileso en la actual ciudad siria de Tartus. Parece haber acabado sus días en Tiro, junto a su hijo Conrado.
Probablemente murió en el verano de 1191, ya que en una carta de mayo de ese año Conrado se denomina a sí mismo marchionis Montisferrati filius, cambiando a la denominación de marqués en su siguiente carta conservada, tras el verano.

## Cultura popular
Guillermo V de Montferrato aparece como antagonista en el videojuego Assassin's Creed, quien es compañero de Ricardo Corazón de León. Muere a manos de Altaïr Ibn-La'Ahad por orden de Al Mualim.
| Predecesor: Raniero I | Marqués de Montferrato 1136-1191 | Sucesor: Conrado |